# Don "Red" Barry
Don "Red" Barry, nato Donald Barry De Acosta (Houston, 11 gennaio 1910 – Hollywood, 17 luglio 1980), è stato un attore statunitense.
Ha recitato in oltre 140 film dal 1933 al 1981 ed è apparso in oltre cento produzioni televisive dal 1954 al 1980. È stato accreditato anche con i nomi Donald M. Barry, Donald Red Barry, Donald Barry e Don Barry.

## Biografia

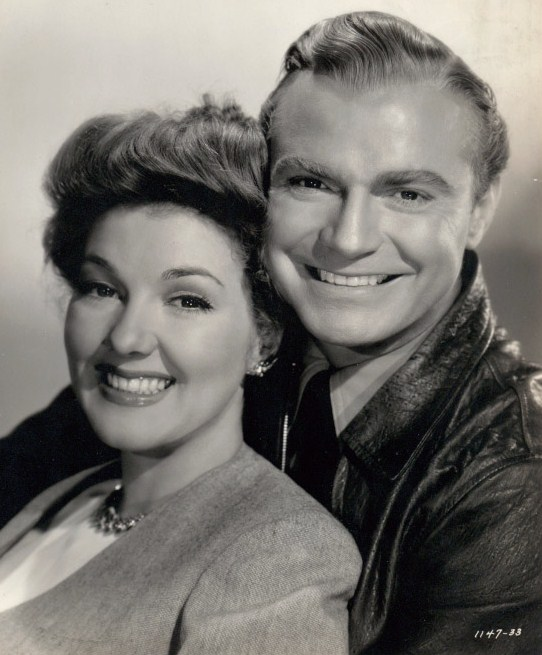
Barry con Jean Parker in una foto promozionale del film The Traitor Within (1942)

Don "Red" Barry nacque a Houston l'11 gennaio 1910, da Louis Leonce Poimboeuf ed Emma Murray Poimboeuf.
Frequentò l'Allen Academy e la Texas School of Mines. Prima di recitare, Barry era stato un giocatore di football al liceo e al college. Si trasferì a Los Angeles, in California, per lavorare nella pubblicità.
Per la televisione, interpretò, tra gli altri, il ruolo del tenente Snedigar in 15 episodi della serie televisiva Surfside 6 (1960-1961), di Tarantula in due episodi della serie Batman (1967) e di Jud Larrabee in 5 episodi della serie La casa nella prateria (1977-1979), oltre a un altro episodio con un altro ruolo.
La sua ultima apparizione sul piccolo schermo avvenne nell'episodio Will the Circle Be Unbroken della serie televisiva California, andato in onda il 25 gennaio 1980, che lo vide nel ruolo di Jeremiah Clemmons, mentre per il grande schermo l'ultima interpretazione risale al film Back Roads (1981), in cui interpretò Pete .
Il 17 luglio 1980, Barry si sparò alla testa a casa sua, poco dopo che la polizia aveva lasciato la residenza dopo aver indagato su una controversia domestica. All'epoca era estraneo alla sua seconda moglie, Barbara, dalla quale ebbe due figlie. È sepolto al Forest Lawn Memorial Park sulle colline di Hollywood a Los Angeles.

## Vita privata
Nel 1940 Barry sposò Peggy Stewart, attrice di B movie, dalla quale divorziò nel 1944. La seconda moglie fu Ona-Dell Ward, che sposò nel 1947, per poi divorziare nel 1952.

## Filmografia

### Cinema
- La nuova ora (This Day and Age), regia di Cecil B. DeMille (1933)
- Carioca (Flying Down to Rio), regia di Thornton Freeland (1933)
- Bridal Bail, regia di George Stevens (1934)
- The Hoosier Schoolmaster, regia di Lewis D. Collins (1935)
- Night Waitress, regia di Lew Landers (1936)
- Il nemico amato (Beloved Enemy), regia di H.C. Potter (1936)
- Con l'aiuto della luna (When's Your Birthday?), regia di Harry Beaumont (1937)
- Adorazione (The Woman I Love), regia di Anatole Litvak (1937)
- Strada sbarrata (Dead End), regia di William Wyler (1937)
- L'ultimo gangster (The Last Gangster), regia di Edward Ludwig (1937)
- La vita a vent'anni (Navy Blue and Gold), regia di Sam Wood (1937)
- All-American Sweetheart, regia di Lambert Hillyer (1937)
- Saleslady, regia di Arthur Graville Collins (1938)
- L'isola del paradiso (Sinners in Paradise), regia di James Whale (1938)
- Think It Over, regia di Jacques Tourneur (1938)
- The Crowd Roars, regia di Richard Thorpe (1938)
- L'ultima recita (Letter of Introduction), regia di John M. Stahl (1938)
- Il giovane dr. Kildare (Young Dr. Kildare), regia di Harold S. Bucquet (1938)
- I tre cadetti (The Duke of West Point), regia di Alfred E. Green (1938)
- Pericolo biondo (There's That Woman Again), regia di Alexander Hall (1939)
- Panama Patrol, regia di Charles Lamont (1939)
- Prima colpa (First Offenders), regia di Frank McDonald (1939)
- La difficile prova del Dr. Kildare (Calling Dr. Kildare), regia di Harold S. Bucquet (1939)
- Avventurieri dell'aria (Only Angels Have Wings), regia di Howard Hawks (1939)
- S.O.S. Tidal Wave, regia di John H. Auer (1939)
- Wyoming Outlaw, regia di George Sherman (1939)
- Calling All Marines, regia di John H. Auer (1939)
- Saga of Death Valley, regia di Joseph Kane (1939)
- Il segreto del dr. Kildare (The Secret of Dr. Kildare), regia di Harold S. Bucquet (1939)
- Days of Jesse James, regia di Joseph Kane (1939)
- Jack Pot, regia di Roy Rowland (1940)
- Ghost Valley Raiders, regia di George Sherman (1940)
- Adventures of Red Ryder, regia di John English, William Witney (1940)
- One Man's Law, regia di George Sherman (1940)
- Sailor's Lady, regia di Allan Dwan (1940)
- The Tulsa Kid, regia di George Sherman (1940)
- Frontier Vengeance, regia di Nate Watt (1940)
- Texas Terrors, regia di George Sherman (1940)
- Wyoming Wildcat, regia di George Sherman (1941)
- The Phantom Cowboy, regia di George Sherman (1941)
- Two Gun Sheriff, regia di George Sherman (1941)
- Desert Bandit, regia di George Sherman (1941)
- Kansas Cyclone, regia di George Sherman (1941)
- The Apache Kid, regia di George Sherman (1941)
- Death Valley Outlaws, regia di George Sherman (1941)
- A Missouri Outlaw, regia di George Sherman (1941)
- Arizona Terrors, regia di George Sherman (1942)
- Stagecoach Express, regia di George Sherman (1942)
- Jesse James, Jr., regia di George Sherman (1942)
- Remember Pearl Harbor, regia di Joseph Santley (1942)
- The Cyclone Kid, regia di George Sherman (1942)
- The Sombrero Kid, regia di George Sherman (1942)
- Outlaws of Pine Ridge, regia di William Witney (1942)
- The Traitor Within, regia di Frank McDonald (1942)
- The Sundown Kid, regia di Elmer Clifton (1942)
- Dead Man's Gulch, regia di John English (1943)
- Carson City Cyclone, regia di Howard Bretherton (1943)
- Days of Old Cheyenne, regia di Elmer Clifton (1943)
- Fugitive from Sonora, regia di Howard Bretherton (1943)
- Black Hills Express, regia di John English (1943)
- The West Side Kid, regia di George Sherman (1943)
- The Man from the Rio Grande, regia di Howard Bretherton (1943)
- Canyon City, regia di Spencer Gordon Bennet (1943)
- California Joe, regia di Spencer Gordon Bennet (1943)
- Prigionieri di Satana (The Purple Heart), regia di Lewis Milestone (1944)
- Outlaws of Santa Fe, regia di Howard Bretherton (1944)
- My Buddy, regia di Steve Sekely (1944)
- Bells of Rosarita, regia di Frank McDonald (1945)
- The Chicago Kid, regia di Frank McDonald (1945)
- The Last Crooked Mile, regia di Philip Ford (1946)
- Plainsman and the Lady, regia di Joseph Kane (1946)
- Out California Way, regia di Lesley Selander (1946)
- That's My Gal, regia di George Blair (1947)
- Slippy McGee, regia di Albert H. Kelley (1948)
- Madonna of the Desert, regia di George Blair (1948)
- Lightnin' in the Forest, regia di George Blair (1948)
- Train to Alcatraz, regia di Philip Ford (1948)
- Vendetta sul ring (Ringside), regia di Frank McDonald (1949)
- The Dalton Gang, regia di Ford Beebe (1949)
- Square Dance Jubilee, regia di Paul Landres (1949)
- Tough Assignment, regia di William Beaudine (1949)
- Red Desert, regia di Ford Beebe (1949)
- I Shot Billy the Kid, regia di William Berke (1950)
- Gunfire, regia di William Berke (1950)
- Train to Tombstone, regia di William Berke (1950)
- Border Rangers, regia di William Berke (1950)
- El Tigre (My Outlaw Brother), regia di Elliott Nugent (1951)
- Untamed Heiress, regia di Charles Lamont (1954)
- Le amanti di Jesse il bandito (Jesse James' Women), regia di Don 'Red' Barry (1954)
- La freccia sulla croce (The Twinkle in God's Eye), regia di George Blair (1955)
- Piangerò domani (I'll Cry Tomorrow), regia di Daniel Mann (1955)
- I sette assassini (Seven Men from Now), regia di Budd Boetticher (1956)
- Duello a Durango (Gun Duel in Durango), regia di Sidney Salkow (1957)
- Bambola cinese (China Doll), regia di Frank Borzage (1958)
- Frankenstein 1970, regia di Howard W. Koch (1958)
- La ragazza del rodeo (Born Reckless), regia di Howard W. Koch (1958)
- Andy Hardy Comes Home, regia di Howard W. Koch (1958)
- Le otto celle della morte (The Last Mile), regia di Howard W. Koch (1959)
- Ultima notte a Warlock (Warlock), regia di Edward Dmytryk (1959)
- Corruzione nella città (The Big Operator), regia di Charles F. Haas (1959)
- I draghi del West (Walk Like a Dragon), regia di James Clavell (1960)
- Colpo grosso (Ocean's Eleven), regia di Lewis Milestone (1960)
- Buffalo Gun, regia di Albert C. Gannaway (1961)
- Anime sporche (Walk on the Wild Side), regia di Edward Dmytryk (1962)
- La notte del delitto (Twilight of Honor), regia di Boris Sagal (1963)
- La legge dei fuorilegge (Law of the Lawless), regia di William F. Claxton (1964)
- Iron Angel, regia di Ken Kennedy (1964)
- L'uomo che non sapeva amare (The Carpetbaggers), regia di Edward Dmytryk (1964)
- Convict Stage, regia di Lesley Selander (1965)
- War Party, regia di Lesley Selander (1965)
- Fort Courageous, regia di Lesley Selander (1965)
- La città senza legge (Town Tamer), regia di Lesley Selander (1965)
- La vendetta degli Apache (Apache Uprising), regia di R.G. Springsteen (1965)
- Alvarez Kelly, regia di Edward Dmytryk (1966)
- Il grido di guerra dei sioux (Red Tomahawk), regia di R.G. Springsteen (1967)
- Agguato nel sole (Hostile Guns), regia di R.G. Springsteen (1967)
- I disertori di Fort Utah (Fort Utah), regia di Lesley Selander (1967)
- Bandolero!, regia di Andrew V. McLaglen (1968)
- The Shakiest Gun in the West, regia di Alan Rafkin (1968)
- Shalako, regia di Edward Dmytryk (1968)
- Cockeyed Cowboys of Calico County, regia di Anton Leader, Ranald MacDougall (1970)
- Dingus, quello sporco individuo (Dirty Dingus Magee), regia di Burt Kennedy (1970)
- Rio Lobo, regia di Howard Hawks (1970)
- Uno spaccone chiamato Hark (One More Train to Rob), regia di Andrew V. McLaglen (1971)
- E Johnny prese il fucile (Johnny Got His Gun), regia di Dalton Trumbo (1971)
- L'ultimo buscadero (Junior Bonner), regia di Sam Peckinpah (1972)
- Boss Nigger, regia di Jack Arnold (1975)
- Blazing Stewardesses, regia di Al Adamson (1975)
- Whiffs la guerra esilarante del soldato Frapper (Whiffs), regia di Ted Post (1975)
- Un gioco estremamente pericoloso (Hustle), regia di Robert Aldrich (1975)
- Da mezzogiorno alle tre (From Noon Till Three), regia di Frank D. Gilroy (1976)
- L'orca assassina (Orca), regia di Michael Anderson (1977)
- Shame, Shame on the Bixby Boys, regia di Anthony Bowers (1978)
- Doctor Dracula, regia di Paul Aratow, Al Adamson (1978)
- Teste calde e tanta fifa (Hot Lead and Cold Feet), regia di Robert Butler (1978)
- Swarm (The Swarm), regia di Irwin Allen (1978)
- Collo d'acciaio (Hooper), regia di Hal Needham (1978)
- Seabo, regia di Jimmy Huston (1978)
- The One Man Jury, regia di Charles Martin (1978)
- Back Roads, regia di Martin Ritt (1981)

### Televisione
- The Public Defender – serie TV, un episodio (1954)
- Stories of the Century – serie TV, un episodio (1955)
- Dragnet – serie TV, 2 episodi (1955)
- Screen Directors Playhouse – serie TV, episodio 1x31 (1956)
- Il sergente Preston (Sergeant Preston of the Yukon) – serie TV, un episodio (1957)
- Lux Video Theatre – serie TV, 2 episodi (1957)
- Code 3 – serie TV, un episodio (1957)
- Cheyenne – serie TV, un episodio (1958)
- Have Gun - Will Travel – serie TV, episodio 2x07 (1958)
- Shotgun Slade – serie TV, un episodio (1959)
- Sugarfoot – serie TV, 4 episodi (1959)
- The Deputy – serie TV, un episodio (1959)
- This Man Dawson – serie TV, 2 episodi (1960)
- Bat Masterson – serie TV, un episodio (1960)
- U.S. Marshal – serie TV, un episodio (1960)
- Colt .45 – serie TV, 4 episodi (1960)
- Bourbon Street Beat – serie TV, episodio 1x27 (1960)
- Il tenente Ballinger (M Squad) – serie TV, un episodio (1960)
- Peter Gunn – serie TV, episodio 2x38 (1960)
- Maverick – serie TV, 5 episodi (1961)
- Gli uomini della prateria (Rawhide) – serie TV, un episodio (1961)
- Lawman – serie TV, 4 episodi (1961)
- The Roaring 20's – serie TV, un episodio (1961)
- The Adventures of Ozzie & Harriet – serie TV, un episodio (1961)
- Surfside 6 – serie TV, 15 episodi (1961)
- Indirizzo permanente (77 Sunset Strip) – serie TV, 4 episodi (1962)
- Bronco – serie TV, 3 episodi (1962)
- Alcoa Premiere – serie TV, un episodio (1962)
- Frontier Circus – serie TV, un episodio (1962)
- Hawaiian Eye – serie TV, episodio 3x27 (1962)
- Scacco matto (Checkmate) – serie TV, episodio 2x25 (1962)
- The Wide Country – serie TV, episodio 1x09 (1962)
- The Dick Powell Show – serie TV, un episodio (1963)
- Un equipaggio tutto matto (McHale's Navy) – serie TV, un episodio (1963)
- Sam Benedict – serie TV, un episodio (1963)
- Laramie – serie TV, 2 episodi (1963)
- Mr. Novak – serie TV, episodio 1x01 (1963)
- Perry Mason – serie TV, un episodio (1964)
- Sotto accusa (Arrest and Trial) – serie TV, episodio 1x30 (1964)
- Il fuggiasco (The Fugitive) – serie TV, un episodio (1964)
- Broadside – serie TV, un episodio (1964)
- Mickey – serie TV, un episodio (1965)
- I forti di Forte Coraggio (F Troop) – serie TV, un episodio (1965)
- I mostri (The Munsters) – serie TV, un episodio (1965)
- La leggenda di Jesse James (The Legend of Jesse James) – serie TV, un episodio (1966)
- Bonanza – serie TV, 2 episodi (1966)
- Iron Horse – serie TV, un episodio (1966)
- Laredo – serie TV, un episodio (1966)
- Pistols 'n' Petticoats – serie TV, un episodio (1967)
- Il ladro (T.H.E. Cat) – serie TV, 2 episodi (1967)
- Dragnet 1967 – serie TV, un episodio (1967)
- Batman – serie TV, 4 episodi (1967)
- Hondo – serie TV, episodio 1x03 (1967)
- Operazione ladro (It Takes a Thief) – serie TV, un episodio (1968)
- Cimarron Strip – serie TV, episodio 1x21 (1968)
- Selvaggio west (The Wild Wild West) – serie TV, 2 episodi (1969)
- The Outsider – serie TV, episodio 1x19 (1969)
- Daniel Boone – serie TV, un episodio (1969)
- Gli sbandati (The Outcasts) – serie TV, 2 episodi (1969)
- Il virginiano (The Virginian) – serie TV, 8 episodi (1969)
- The Bold Ones: The Lawyers – serie TV, un episodio (1969)
- La terra dei giganti (Land of the Giants) – serie TV, un episodio (1970)
- Hunters Are for Killing – film TV (1970)
- L'immortale (The Immortal) – serie TV, un episodio (1971)
- O'Hara, U.S. Treasury – serie TV, 2 episodi (1971)
- F.B.I. (The F.B.I.) – serie TV, un episodio (1972)
- The Eyes of Charles Sand – film TV (1972)
- Hec Ramsey – serie TV, un episodio (1972)
- Incident on a Dark Street – film TV (1973)
- Gunsmoke – serie TV, 2 episodi (1973)
- Marcus Welby (Marcus Welby, M.D.) – serie TV, 2 episodi (1973)
- Love, American Style – serie TV, 2 episodi (1973)
- Difesa a oltranza (Owen Marshall, Counselor at Law) – serie TV, 2 episodi (1973)
- Ghost Story – serie TV, 2 episodi (1973)
- Partners in Crime – film TV (1973)
- Squadra emergenza (Emergency!) – serie TV, un episodio (1973)
- Riuscirà la nostra carovana di eroi... (Dusty's Trail) – serie TV, un episodio (1973)
- Hawkins – serie TV, un episodio (1973)
- Adam-12 – serie TV, 4 episodi (1974)
- Punch and Jody – film TV (1974)
- Una famiglia americana (The Waltons) – serie TV, un episodio (1975)
- Kolchak: The Night Stalker – serie TV, un episodio (1975)
- Ironside – serie TV, 6 episodi (1975)
- A tutte le auto della polizia (The Rookies) – serie TV, 2 episodi (1975)
- Petrocelli – serie TV, un episodio (1975)
- Baretta – serie TV, un episodio (1975)
- La famiglia Holvak (The Family Holvak) – serie TV, un episodio (1975)
- Barbary Coast – serie TV, un episodio (1976)
- Poliziotto di quartiere (The Blue Knight) – serie TV, un episodio (1976)
- McMillan e signora (McMillan & Wife) – serie TV, un episodio (1976)
- Racconti della frontiera (The Quest) – serie TV, un episodio (1976)
- Sulle strade della California (Police Story) – serie TV, 3 episodi (1976)
- L'uomo da sei milioni di dollari (The Six Million Dollar Man) – serie TV, un episodio (1977)
- La donna bionica (The Bionic Woman) – serie TV, un episodio (1977)
- Pepper Anderson agente speciale (Police Woman) – serie TV, 7 episodi (1978)
- Kate Bliss and the Ticker Tape Kid – film TV (1978)
- Agenzia Rockford (The Rockford Files) – serie TV, un episodio (1978)
- Sos Miami airport (Crash) – film TV (1978)
- La casa nella prateria (Little House on the Prairie) – serie TV, 6 episodi (1979)
- Police Story: A Cry for Justice – film TV (1979)
- Quincy (Quincy M.E.) – serie TV, un episodio (1979)
- 240-Robert – serie TV, un episodio (1979)
- Undercover with the KKK – film TV (1979)
- Goldie and the Boxer – film TV (1979)
- CHiPs – serie TV, 3 episodi (1980)
- Charlie's Angels – serie TV, episodio 4x16 (1980)
- California (Knots Landing) – serie TV, un episodio (1980)
- The Dream Merchants – film TV (1980)